# Lucia Annibali
Lucia Annibali (Urbino, 18 settembre 1977) è una politica italiana, deputata alla Camera nella XVII legislatura della Repubblica Italiana, eletta con il Partito Democratico per poi passare nel 2019 ad Italia Viva di Matteo Renzi.

## Biografia
Avvocata del foro di Urbino, il suo nome emerge alle cronache il 16 aprile 2013, quando il suo volto viene sfregiato con l'acido da due uomini mandati dal suo ex-fidanzato Luca Varani. Varani è stato condannato nel 2016, in via definitiva, a 20 anni di reclusione per tentato omicidio e stalking, mentre i due uomini che hanno materialmente commesso il reato sono stati condannati a 14 anni. Lucia Annibali ha raccontato questa storia nel libro Io ci sono. La mia storia di non amore, scritto insieme alla giornalista Giusi Fasano e pubblicato nel 2014, dal quale è stato poi tratto il film TV del 2016 Io ci sono, in cui Lucia viene interpretata da Cristiana Capotondi.
Il 21 novembre 2013 il presidente della Repubblica Giorgio Napolitano ha conferito ad Annibali l'onorificenza di Cavaliere dell'Ordine al merito della Repubblica italiana.

## Attività politica
Dopo essere stata per un anno consigliera di Maria Elena Boschi per quanto riguarda la lotta alla violenza di genere, alle elezioni politiche del 2018 Annibali viene candidata alla Camera dei deputati sia nel collegio uninominale Emilia-Romagna - 12 (Parma), sostenuto dalla coalizione di centro-sinistra in quota Partito Democratico (PD), dove ottiene il 30,37% e viene sconfitta da Laura Cavandoli del centro-destra (35,14%), che come capolista del PD nel collegio plurinominale Veneto 2 - 02, dove invece è eletta.
A seguito della scissione nel PD da parte del gruppo dei parlamentari renziani, Annibali aderisce il 17 settembre 2019 alla fondazione di Italia Viva, partito fondato da Renzi di stampo liberale e centrista.
Nel 2020 propose il cosiddetto "lodo Annibali" alle commissioni congiunte Affari costituzionali e Bilancio della Camera; un emendamento di Italia Viva al Milleproroghe che mirava a rinviare di un anno la riforma della prescrizione del Ministro della giustizia Alfonso Bonafede. L'emendamento fu bocciato con 40 voti a favore e 49 voti contrari.
Alle elezioni politiche anticipate del 2022 viene ricandidata alla Camera per la lista Azione - Italia Viva, sia nel collegio uninominale Toscana - 07 (Firenze), oltreché in seconda posizione nel collegio plurinominale Toscana - 03 dietro a Francesco Bonifazi e al quarto posto nel collegio plurinominale Lombardia 1 - 01. All’uninominale arriva terza con il 13,76% dietro a Federico Gianassi del centrosinistra (42,60%) e ad Angela Sirello del centrodestra (26,88%), non risultando eletta nemmeno al plurinominale.

## Opere
- Lucia Annibali e Giusi Fasano, Io ci sono. La mia storia di non amore, Milano, Rizzoli, 2014, ISBN 978-88-17-07524-4.